# Gama esperitosantensis
Gama esperitosantensis är en skalbaggsart som beskrevs av Moser 1919. Gama esperitosantensis ingår i släktet Gama och familjen Melolonthidae. Inga underarter finns listade i Catalogue of Life.